# مهمت اوزدیلک
مهمت اوزدیلک (انگلیسی: Mehmet Özdilek؛ زادهٔ ۱ آوریل ۱۹۶۶) بازیکن فوتبال اهل ترکیه است.
از باشگاه‌هایی که در آن بازی کرده‌است می‌توان به باشگاه فوتبال بشیکتاش اشاره کرد.
وی همچنین در تیم ملی فوتبال ترکیه بازی کرده‌است.